# スミレサイシン
スミレサイシン（菫細辛、学名: Viola vaginata）は、スミレ科スミレ属に分類される多年草の1種。和名は花後の葉の形状がウマノスズクサ科のウスバサイシンに似ているスミレであることに由来する。

## 分布と生育環境

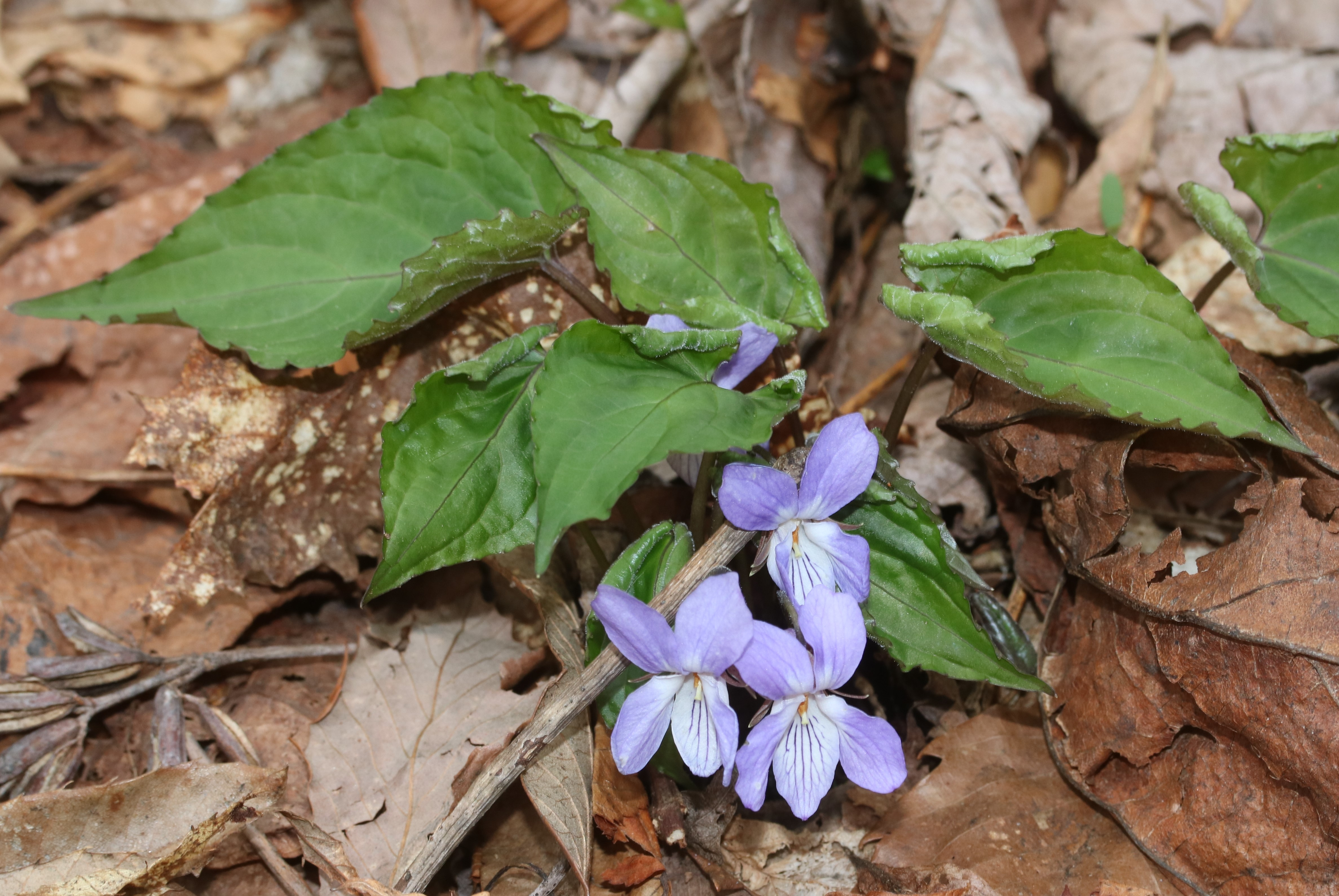
山地の落葉樹林下に生育するスミレサイシン

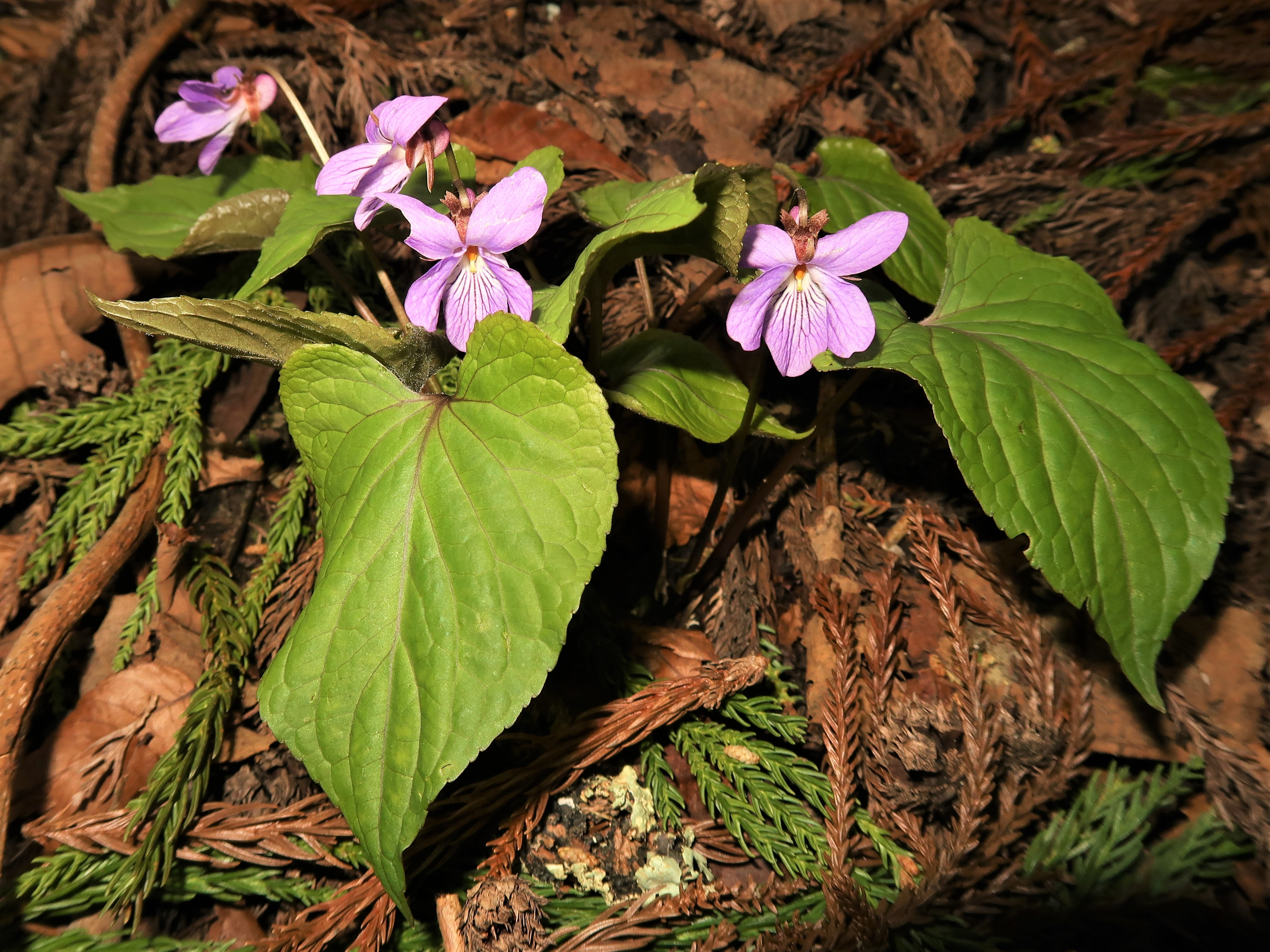
分布域の北部のものは葉が大きい（福島県会津地方）

日本の固有種。北海道南西部、本州（山口県までの日本海側）、北日本では太平洋側にも、四国（徳島県）に分布する。特に日本海側の多雪地帯に生育する代表的なスミレ。日本海側にスミレサイシンが分布するのに対して、太平洋側にはナガバノスミレサイシンが分布する。
主にあまり標高が高くない山地の半日陰の湿り気のある落葉樹林下に、大小の集団を作って生育する。

## 特徴
多年生草本。地下茎はワサビのように太く、横にはい、節が多く、密に接近する。地上茎が無い無茎性のスミレで、草丈は5 - 15センチメートル (cm) 。葉は日本のスミレの中では最大で、花期にはあまり展開していないことが多く、基部が表面に向かって巻き、花より遅れて開き、数枚が叢生する。葉は両面とも緑色でやや厚く、ほとんど無毛、三角状広披針形で、花時は長さ3 - 5 cm、果時にはさらに大きくなって長さ15 cmに達する。葉の先は尖り、基部は心形、縁には低い鋸歯がある。分布域の北部では一般に葉は大きく幅広になり、西部ではより小さく狭長になる。葉柄は花期に長さ15 cmにもなる。古い托葉は葉柄から離れて根本につき、膜質で褐色。

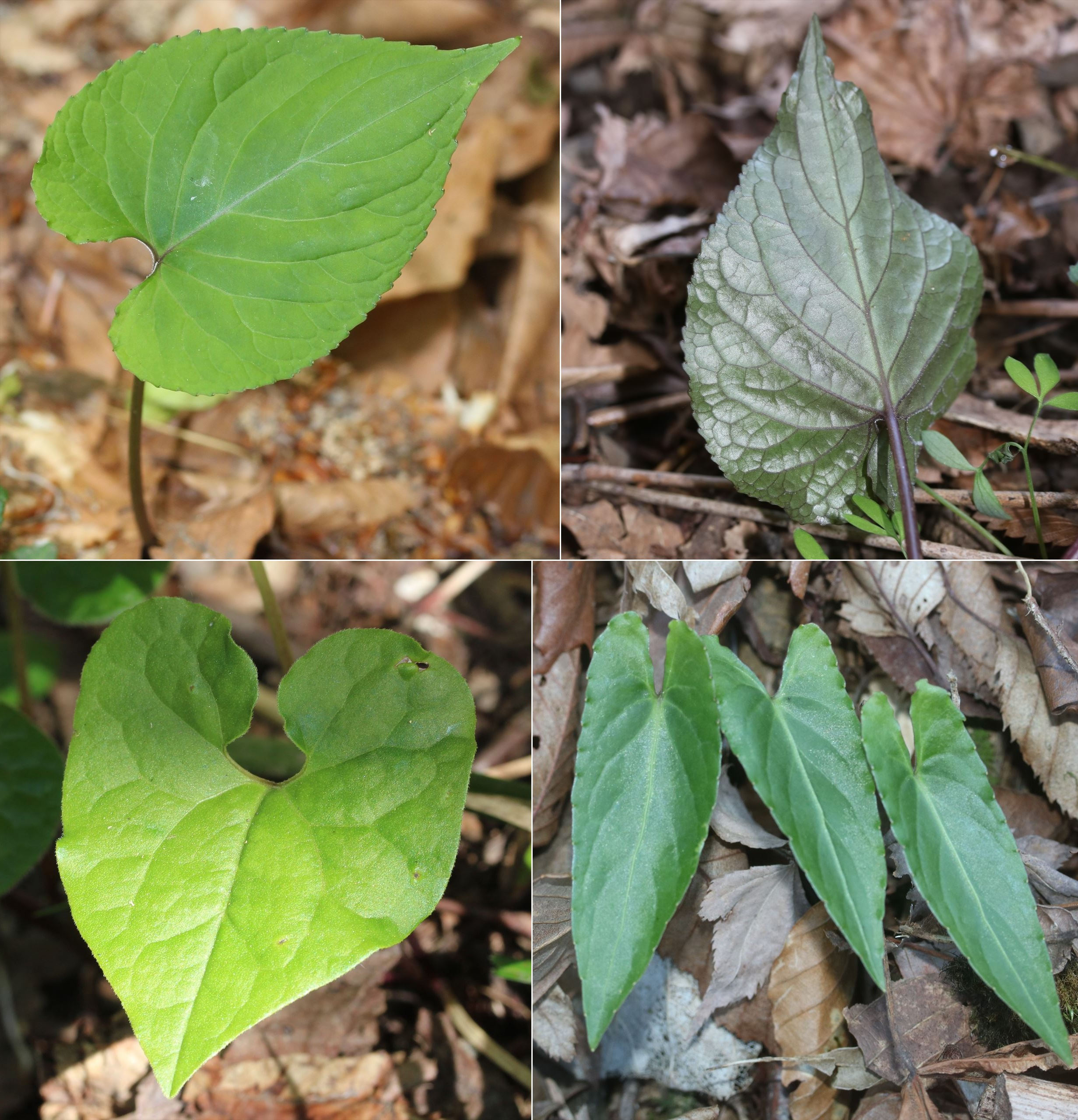
左上：スミレサイシンの葉は心形（表面） 右上：スミレサイシンの葉（裏面） 左下：葉の形状が似ていて和名の由来となっているウスバサイシンの葉 右下：太平洋側にすみ分けるように分布しているナガバノスミレサイシンの葉は披針形
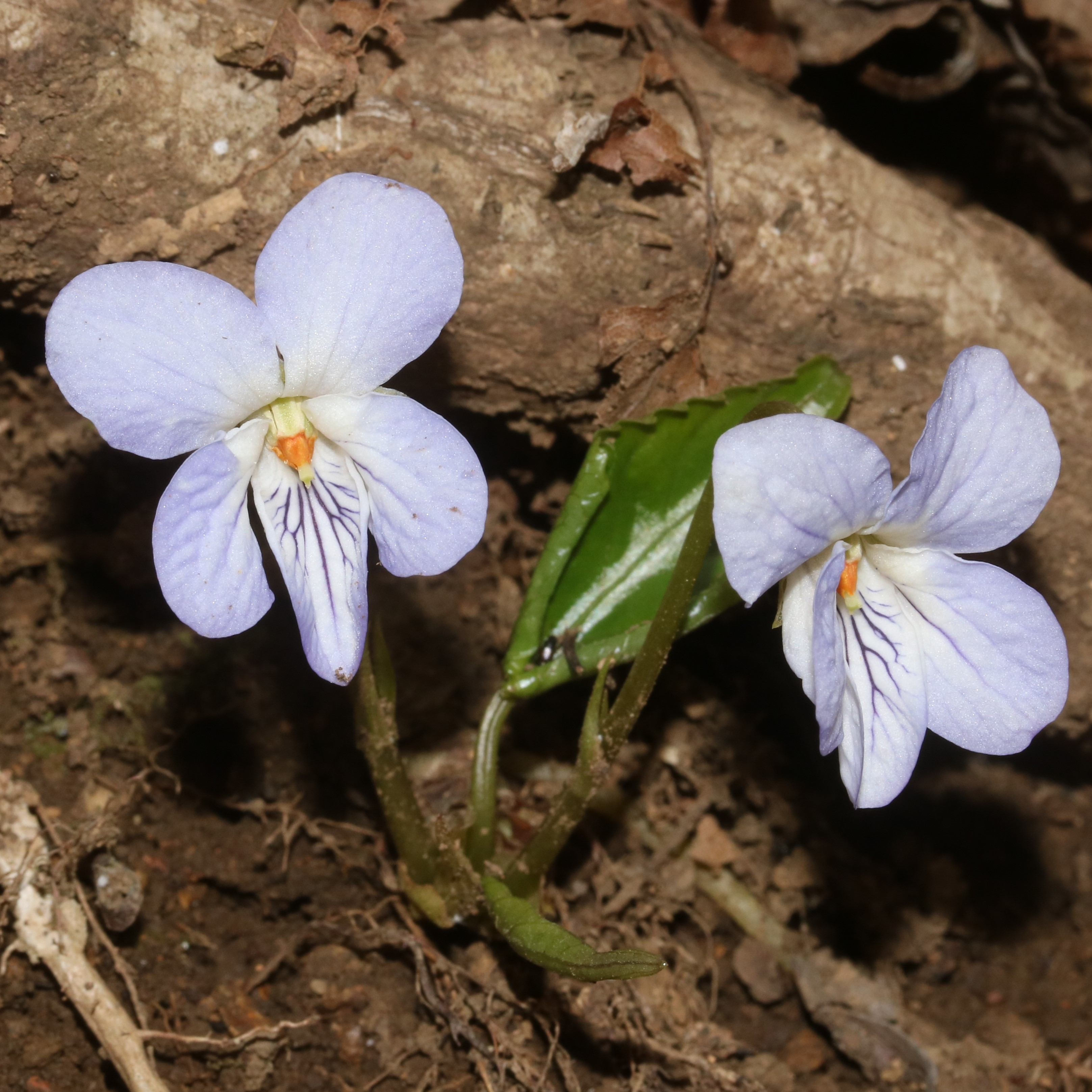
花より遅れて展開中の葉

花は淡紫色で、花弁は長さ15-20 mm、側弁は無毛、唇弁に紫条が入る。距は短く太く袋状で長さ4-5 mm。雌蕊の柱頭はくちばし状に長く、花柱の上部はカマキリの頭形。萼片は広披針形で、付属体には鋭い切れ込みがある。花期は3月-6月。果実は蒴果で熟した後に裂開し、種子を飛ばす。

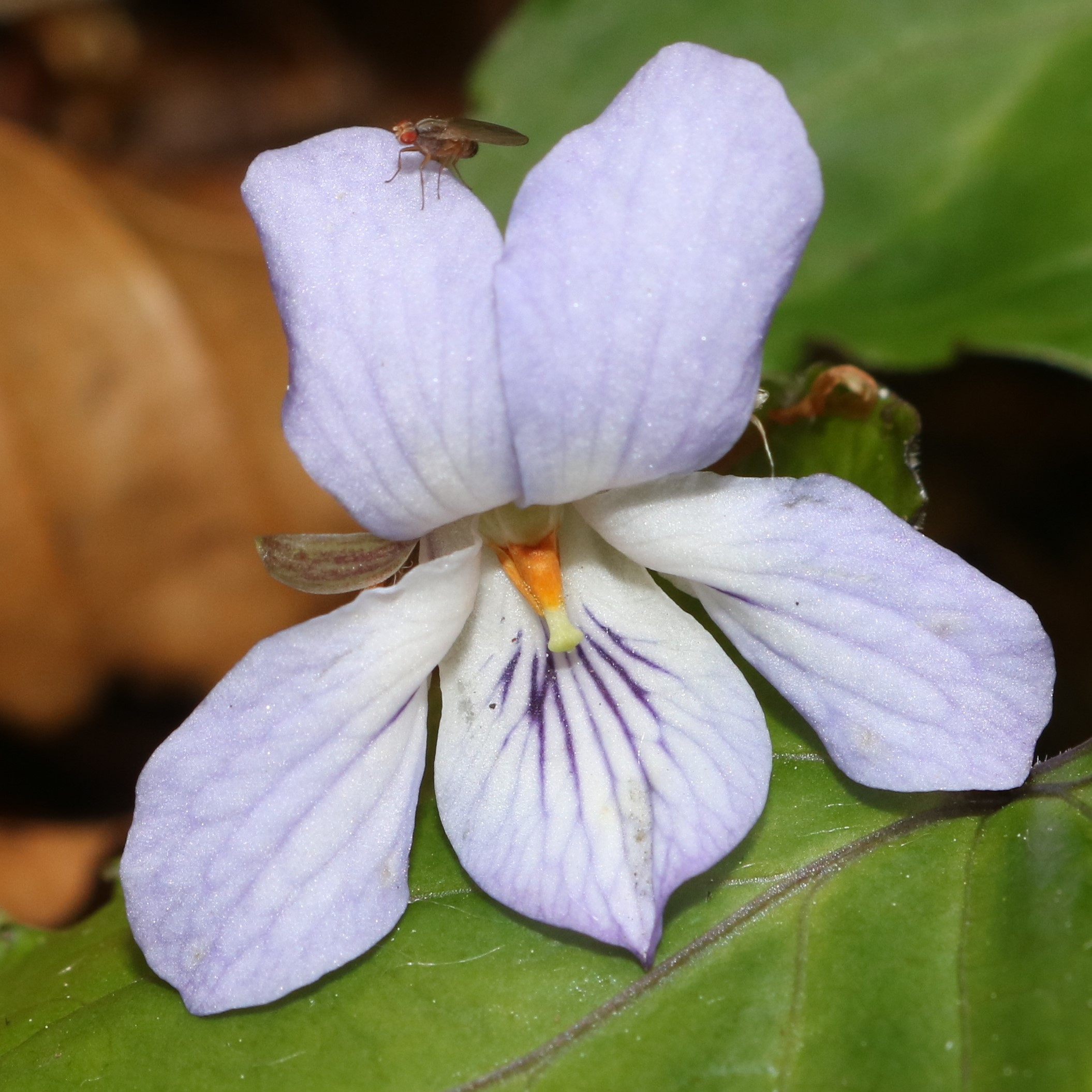
花は淡紫色、側弁は無毛、唇弁に紫条が入る
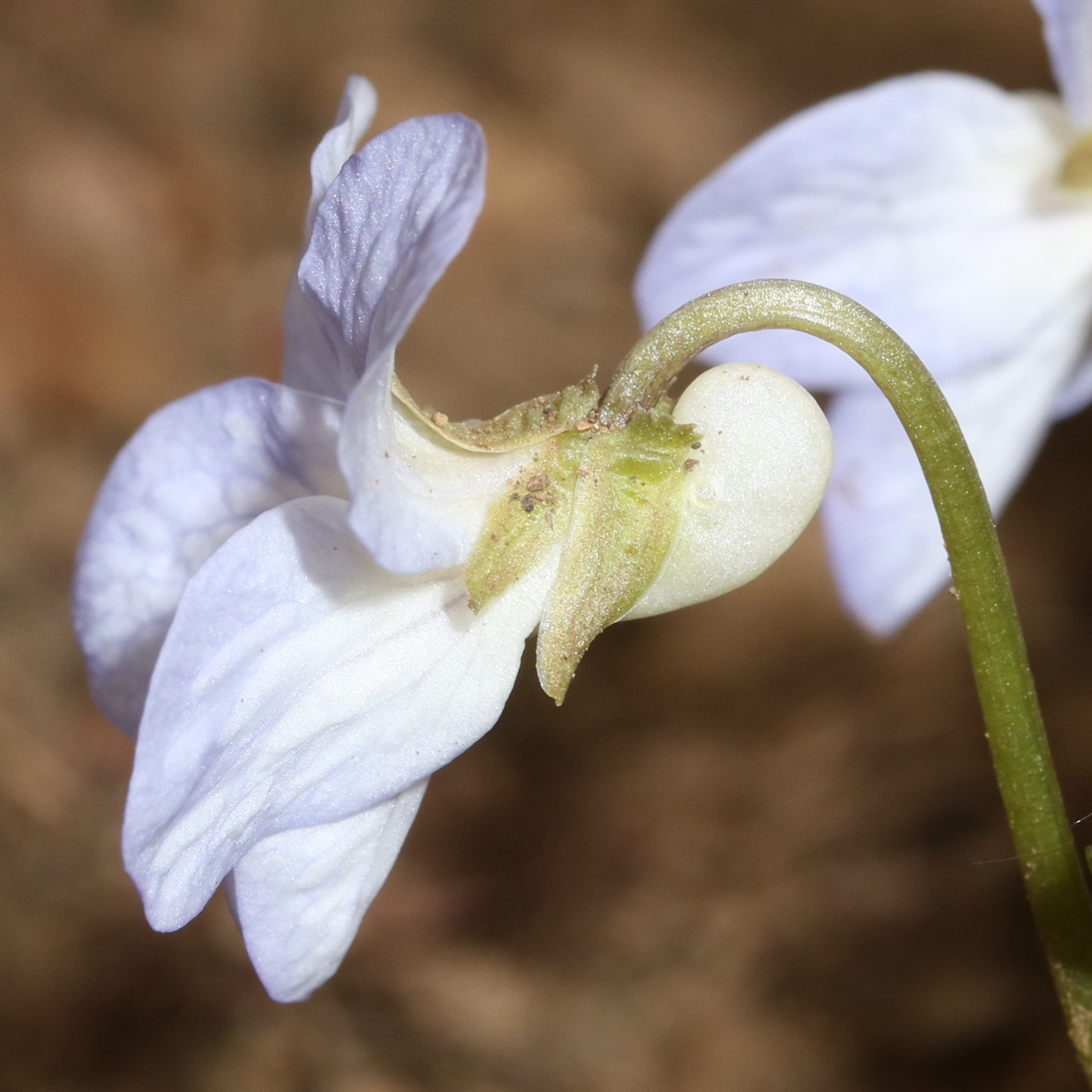
距は短く太く袋状で、萼片は広披針形
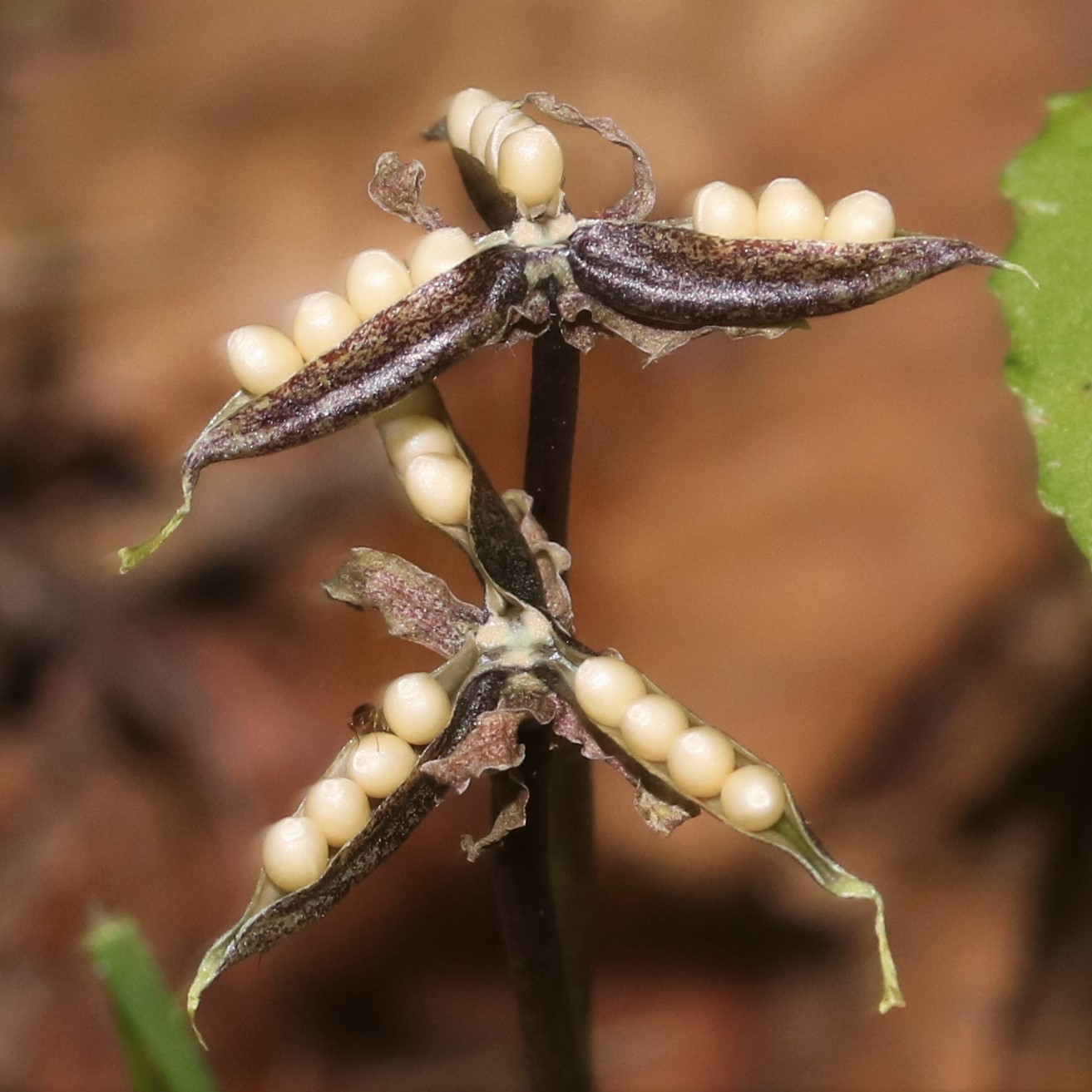
果実は蒴果で熟した後に裂開し、種子を飛ばす

## 利用
花と葉を食用とする。葉は夏から秋まで利用でき、さっと茹でて水にさらし、おひたし、和え物にしたり、生のまま天ぷらにする。花は熱湯にくぐらせて、酢の物、椀種にしたり、生花を料理のあしらいにする。
地下茎をすり下ろして、または粉にしてとろろのように料理して食用される地方がある。そのため、本種を「トロロスミレ」とよぶ地方がある。

## 分類
スミレサイシン類に分類される。以下の品種が知られている。
- ウスジロスミレサイシン（薄白菫細辛、学名：Viola vaginata Maxim. f. albescens Sugim.[3]）

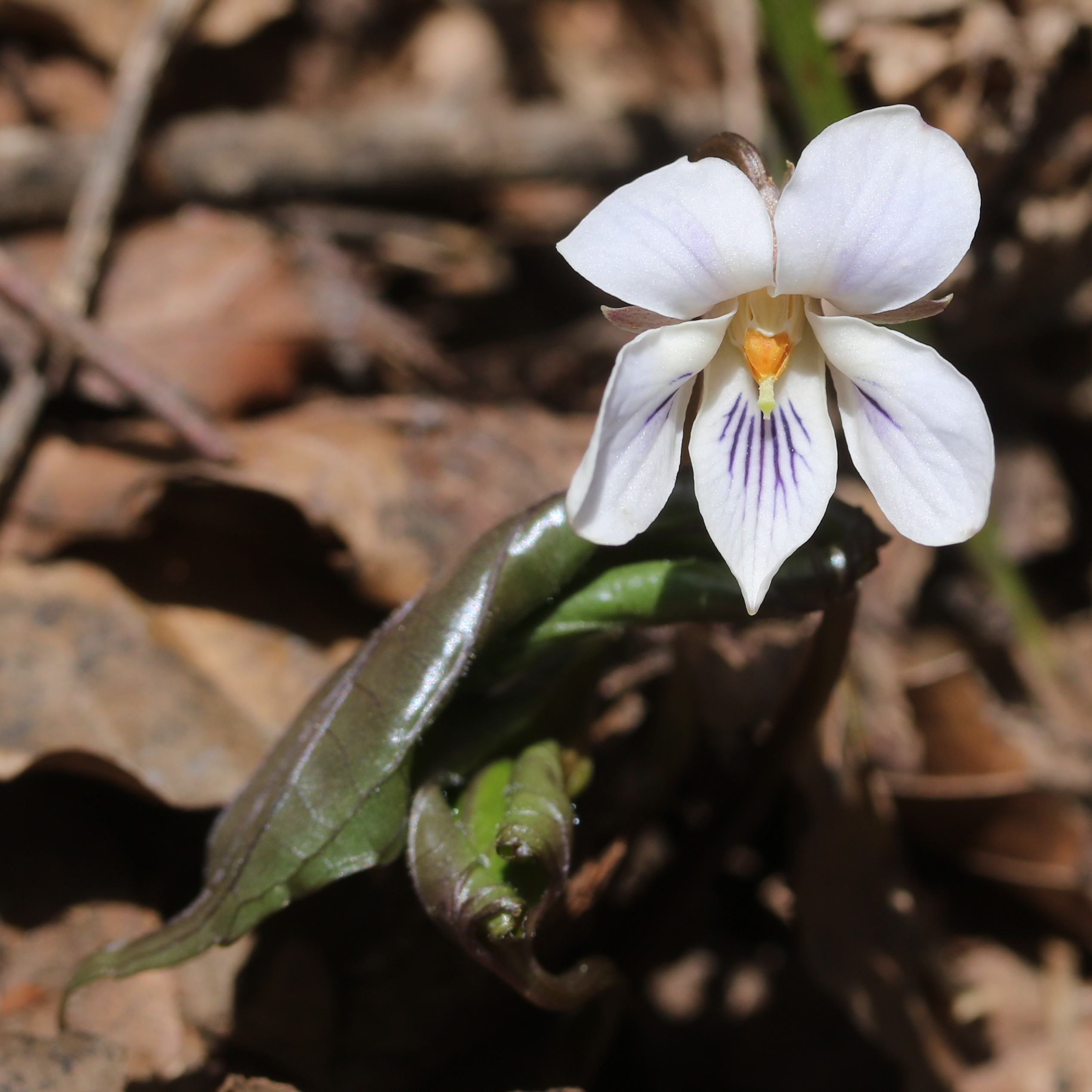
白花の品種のシロバナスミレサイシン

- シロバナスミレサイシン（白花菫細辛、学名：Viola vaginata Maxim. f. albiflora Honda[4]） - 白花の品種[9]。
- サンインスミレサイシン（山陰菫細辛、学名：Viola vaginata Maxim. f. satomii (F.Maek. et T.Hashim.) E.Hama, nom. nud.[5]） - 葉が細長くなるもので[9]、ナガバノスミレサイシンよりも先端がさらに細く尖る[13]。北陸より西の[13]、山陰地方に多い[9]。山陰地方のものを変種 var. satomii として扱う見解もある[17]が、寺尾 (1977)の研究によれば、スミレサイシンの地理的変異は連続的で、種としては均一なものとしている[16]。

## 種の保全状況評価
日本では国レベルの環境省によるレッドリストの指定はないが、以下の都道府県でレッドリストの指定を受けている。
- 絶滅危惧IA類 - 徳島県[19]
- 絶滅危惧IB類 - 愛知県[20]